# Oldřich Heidrich
Oldřich Heidrich, född den 21 februari 1892 i Prag, död den 4 februari 1950, var en tjeckslovakisk diplomat.
Heidrich verkade energiskt för ett kulturellt och politiskt närmande mellan Sverige och Tjeckoslovakien. Han utgav bland annat på tjeckiska "Översikt av svenska litteraturens historia" (1922) och "På vandring i Sverige" (1926).